# Robert Shirley (6e comte Ferrers)
Robert Shirley, 6e comte Ferrers (20 juillet 1723-18 avril 1787) est un noble britannique.

## Biographie
Il est né en 1723 à St James, Westminster, le troisième fils de Laurence Shirley. Le 26 décembre 1754, il épouse Catherine Cotton (décédée le 26 mars 1786), dont il a trois enfants:
- Robert Shirley (7e comte Ferrers) (1756–1824)
- Lawrence Rowland Ferrers (1757 - 5 février 1773), qui apparaît comme un jeune dans la peinture de Joseph Wright, " A Philosopher Lecturing on the Orrery "
- Washington Shirley (8e comte Ferrers) (1760-1842)

En 1778, il succède à son frère, le vice-amiral Washington Shirley, comme comte. Le 4 juillet 1781, il est créé sous-lieutenant du Derbyshire. Il est décédé dans sa maison à Londres en 1787 à l'âge de 63 ans, et est enterré avec sa femme à Breedon on the Hill.